# Alaincourt (Alto Saona)
 Alaincourt  es una pequeña población y comuna francesa, situada en la región de Franco Condado, departamento de Alto Saona, en el Distrito de Lure y Cantón de Vauvillers.

## Demografía
| 108 | 92 | 82 | 72 | 85 | 89 |
| Para los censos de 1962 a 1999 la población legal corresponde a la población sin duplicidades (Fuente: INSEE [Consultar]) |    |    |    |    |    |